# 크리스토퍼 게스트
크리스토퍼 게스트(Christopher Guest, 1948년 2월 5일 ~ )는 미국의 배우, 희극인, 영화 감독, 정치인, 작가, 각본가, 작곡가, 영화 제작자이다.
세습 귀족이며 1996년부터 1999년 상원법제정 때까지 영국 상원 의원을 지냈다. 2007년에 버클리 음악 대학에서 명예 박사 학위를 수여받았다. 제이미 리 커티스의 남편이다.

## 출연 작품

### 영화
- 종합병원 (1971)
- 핫 락 (1972)
- 데스 위시 (1974)
- 포춘 (1975)
- 걸프렌즈 (1978, Girlfriends)
- The Last Word (1979)
- Haywire (1980)
- 롱 라이더스 (1980) - 찰리 포드 역
- Heartbeeps(1981)
- 이것이 스파이널 탭이다 (1984) - 나이절 터프넬 역 (각본 겸임)
- 흡혈 식물 대소동 (1986)
- 위험한 사랑 (1987, Beyond Therapy)
- 프린세스 브라이드 (1987)
- 스틱키 핑거스 (1988, Sticky Fingers)
- 헐리우드의 출세기 (1989, The Big Picture) - 각본, 연출 겸임
- 어 퓨 굿 맨 (1992)
- 50피트 우먼 (1993)
- 거프만을 기다리며 (1996, Waiting for Guffman) - 각본, 연출 겸임
- 덤 앤 더머 서부시대로 가다 (1998) - 출연 안 함, 각본
- 스몰 솔저 (1998) - 슬램피스트/스크래치잇 역
- 베스트 쇼 (2000) - 각본, 연출 겸임
- 마이티 윈드 (2003, A Mighty Wind) - 각본, 연출 겸임
- 미세스 헨더슨 프리젠츠 (2005) - 크로머 경 역
- 포 유어 컨시더레이션 (2006, For Your Consideration) - 각본, 연출 겸임
- 그곳에선 아무도 거짓말을 하지 않는다 (2009)
- 박물관이 살아있다 2 (2009) - 이반 4세 역
- 마스코트 (2016, Mascots) - 각본, 연출 겸임

### 텔레비전
- 새터데이 나잇 라이브 (1984-85) - 각본 겸임
- 더 데일리 쇼 (1997) - 본인